# 新巨人

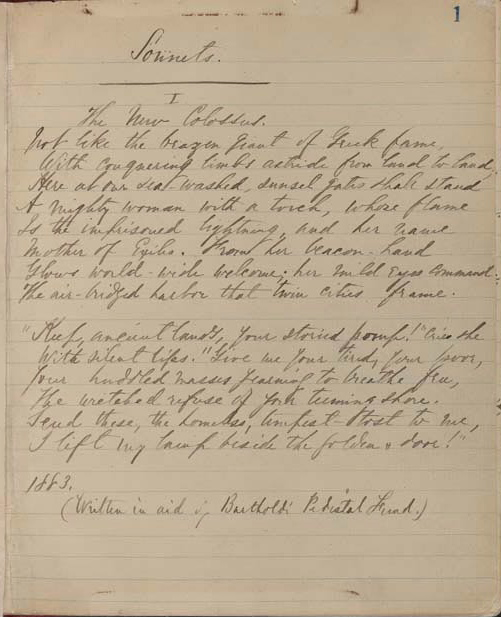
《新巨人》手稿

《新巨人》（The New Colossus）是美国诗人艾玛·拉撒路 1883 年撰写的一首十四行诗，该诗是在自由女神像募款的工作中捐赠的作品之一。1903年，這首詩被鑄造在一塊青銅牌匾上，並安裝在基座的下層內。

## 歷史

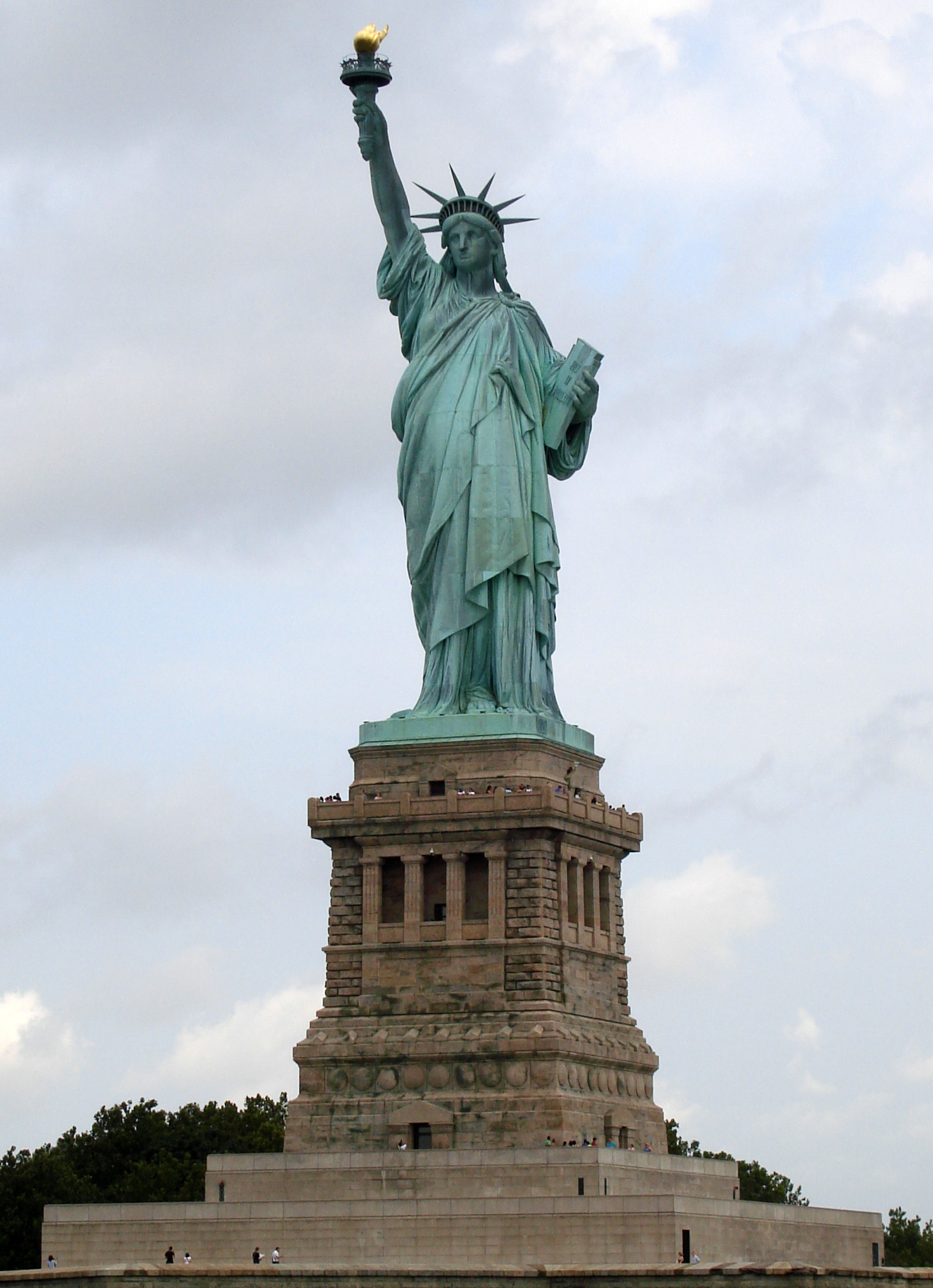
Statue of Liberty in New York City

這首詩是作為一次藝術和文學作品拍賣的捐贈品 由“以自由女神像為目的的巴托爾迪基座基金藝術貸款展覽”（Art Loan Fund Exhibition in Aid of the Bartholdi Pedestal Fund for the Statue of Liberty）舉辦，旨在為基座的建造籌集資金。 拉薩路的貢獻是由募捐人威廉·麥克斯韋爾·伊瓦茨 (William Maxwell Evarts) 所徵求的。起初，她拒絕了，但作家康斯坦斯·凱莉·哈里遜 (Constance Cary Harrison) 說服她，告訴她，這座雕像對於駛入港口的移民來說意義重大。 Lazarus 在幫助逃離東歐反猶太人暴動的猶太難民來到紐約的過程中，看到了一種表達她對這些難民同情的方式。
《新巨人》是在1883年11月2日展覽開幕時首先被閱讀的作品。它通過一本發行的目錄與展覽保持聯繫，直到1885年8月基座獲得充分資助後展覽閉幕。《紐約世界報》和《紐約時報》也曾刊登此詩。 1901年，拉薩路的朋友喬治娜·斯凱勒開始了一場紀念拉薩魯斯及其詩歌的努力，在1903年成功，當時一塊刻有此詩的牌匾被放在自由女神像的底座內壁上。
掛在自由女神像內部的牌匾上，“Keep ancient lands, your storied pomp!” 這一行缺少了一個逗號。在 Lazarus 的手稿中，這行寫作: “Keep, ancient lands, your storied pomp!”
原始手稿由美國猶太歷史學會持有。

## 內容
Not like the brazen giant of Greek fame,

With conquering limbs astride from land to land;

Here at our sea-washed, sunset gates shall stand

A mighty woman with a torch, whose flame

Is the imprisoned lightning, and her name

Mother of Exiles. From her beacon-hand

Glows world-wide welcome; her mild eyes command

The air-bridged harbor that twin cities frame.

"Keep, ancient lands, your storied pomp!" cries she

With silent lips. "Give me your tired, your poor,

Your huddled masses yearning to breathe free,

The wretched refuse of your teeming shore.

Send these, the homeless, tempest-tost to me,

I lift my lamp beside the golden door!"

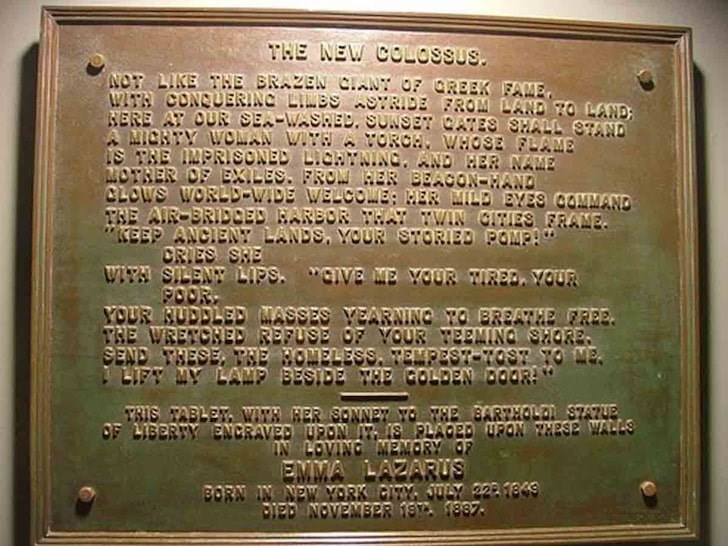
Bronze plaque inside the Statue of Liberty with the text of the poem

后半部分的译文：
把你们的那些人给我吧，

那些穷苦的人，

那些疲惫的人，

那些蜷缩在一起渴望自由呼吸的人，

那些被你们富饶的彼岸抛弃的，

无家可归，颠簸流离的人，

把他们交给我，

我在这金门之侧，

举灯相迎

## 外部連結
- 新巨人译作集萃 （页面存档备份，存于）